# محمد شریفی نعمت‌آباد
محمد شریفی نعمت‌آباد (زادهٔ ۱۳۴۰ در بهرمان، رفسنجان)، نویسنده، شاعر و مترجم ایرانی و مدرس دانشگاه‌های شهرستان رفسنجان است.

## آثار
- شعر
  - سقوط پر در باران، مجموعهٔ شعر، نشر محیط، ۱۳۶۳
  - مگر سکوت خداوند، مجموعهٔ شعر، چاپ اول، نشر فرزانه، ۱۳۸۴؛ چاپ دوم، نشر نون، 1394
  - جزیره‌های معطل، مجموعهٔ شعر، نشر نون، ۱۳۹۲
  - بیتوته عطر - مجموعه شعر - نشر نون ۱۳۹۶
- داستان کوتاه:
  - باغ اناری، مجموعهٔ داستان، ۱۳۷۱، نشر گردون. برندهٔ قلم زرین جایزهٔ گردون. چاپ دوم، نشر آموت، ۱۳۸۹ چاپ سوم، نشر نون، ۱۳۹۲ چاپ چهارم، نشر نون، ۱۳۹۳
- رُمان
  - شب قاجاریه (آماده چاپ)
  - باغ خُرفه (آماده چاپ)
- کودک
  - گربه خیالاتی (آماده چاپ)
  - سارا و عروسکش (آماده چاپ)
- ترجمه
  - اسطوره‌های سرخ‌پوستان آمریکا، چاپ اول، نشر نون، ۱۳۹۲
  - اسب‌ها به ناواهو آمدند، چاپ پنجم، نشر نون،1398 (این کتاب همان کتاب اسطوره‌های سرخ‌پوستان آمریکا می باشد که از چاپ دوم تغییر نام داده است)
  - یونان در عصر مفرغ، ترجمه، نشر نون، ۱۳۹۲
  - عصر مفرغ در اروپا، ترجمه، نشر نون، ۱۳۹۲
  - ایران در شرق باستان، ترجمه، نشر فرزانه، ۱۳۹۲
  - تاملات سه لته رومی؛ پاپ جان پل دوم  (ترجمه مجموعه شعر)، نشر نون، 1393
  - پیامبر، جبران خلیل جبران؛ نشر آموت، 1392

## اقتباس
فیلم کوتاه کودکان ابری بر اساس داستان کودکان ابری از کتاب باغ اناری محمد شریفی نعمت‌آباد ساخته شده‌است.